# Općina Debarca
Općina Debarca  (makedonski: Општина Дебарца) je jedna od 80 općina Sjeverne Makedonije koja se prostire na jugozapadu Sjeverne Makedonije. 
Upravno sjedište ove općine je selo Belčišta.

## Zemljopisne osobine
Teritorij općine Debarca prostire se uz tok rijeke Sateske koja se ulijeva u Ohridsko jezero maleni dio općine izlazi i na obale jezera. Veći dio općine je gorovit, nalazi se između Ilinske planine i planine Karaorman. 
Općina Debarca graniči s Općinom Kičevo na sjeveru, s Općinom Demir Hisar na istoku, s Općinom Ohrid na jugu, s Općinom Struga na zapadu, te s Općinom Debar na sjeverozapadu.
Ukupna površina Općine Debarca   je 425.39 km².

## Stanovništvo
Općina Debarca   ima 5 507 stanovnika. Po popisu stanovnika iz 2002. nacionalni sastav stanovnika u općini bio je sljedeći; .

## Naselja u Općini Debarca
Ukupni broj naselja u općini je 30, i svih 30 imaju status sela.

## Pogledajte i ovo
- Ohridsko jezero
- Sjeverna Makedonija
- Općine Sjeverne Makedonije

## Vanjske poveznice
- Općina Debarca   na stranicama Discover Macedonia